# Patrick Lange
"Patrick Lange", também conhecido como "Okusa", "Herrmann Ostfront" ou "Der Kalauer" é um músico e Multi-instrumentista alemão. É vocalista da banda de Neue Deutsche Härte Ost+Front.

## História
Pouco se sabe sobre sua infância, ele nasceu em Berlim e cresceu na Alemanha Oriental. Filho de ativistas socialistas, seus pais deixaram a Alemanha Ocidental para tentar a vida no outro lado do muro.
Desde pequeno Patrick teve contato com  a música, começou fazendo aulas de Flauta e Piano, mais tarde fez aulas de Canto e de Percussão, aos 13 anos já tocava em uma banda de metais, aos 14 anos, após conhecer o Pestilence, uma banda holandesa de Death metal, comprou uma guitarra mesmo sem saber tocar e começou a sua primeira banda em 1992, que se chamava Ferox.
Em sua juventude, após o Ferox, Patrick entrou para o K.d.A. em 2001, essa banda era um projeto do baterista Norri do Tanzwut e do Corvus Corax. Em 2002, aos 22 anos, entrou no Corvus Corax e no Tanzwut, sob o nome Patrick der Kalauer, ficou em ambas as bandas até 2009.
Em 2006, sob o nome Okusa, ele lançou o álbum Delitex, um projeto experimental de technopop e industrial.
Em 2008, sob o nome Herrmann Ostfront, fundou a banda de Neue Deutsche Härte, Ost+Front juntamente com Chris Lorenz.
Em 2009, sob o nome Okusa der Bullige, entrou na banda de Mittelalter, Schelmish, onde tocava Guitarra e Percussão, ficou até 2010.
Foi percussionista nos shows ao vivo do Oomph! de 2012 a 2018.
Em 2014, fundou a banda de música medieval, Nordhammer.
Patrick é um multi-instrumentista, no Tanzwut tocava Guitarra, Gaita de fole, Trombeta marina e era voz de apoio. No Corvus Corax tocava Davul e Tímpano. No total, Patrick é capaz de tocar mais de 660 instrumentos.

## Discografia

### Tanzwut
Singles
- 2003 - Nein Nein
- 2005 - Immer Noch Wach

Álbuns
- 2003 - Ihr Wolltet Spass
- 2004 - Live
- 2006 - Schattenreiter

Coletâneas
- 2003 - Wieder Da

Vídeos
- 2005 - Live

### Corvus Corax
Singles
- 2005 - Dulcissima

Álbuns
- 2002 - Seikilos
- 2003 - Gaudia Vite - Live
- 2005 - Cantus Buranus
- 2006 - Cantus Buranus - Live In Berlin
- 2006 - Venus Vina Musica
- 2007 - Kaltenberg Anno MMVII
- 2008 - Cantus Buranus (Das Orgelwerk)
- 2008 - Cantus Buranus II
- 2009 - Live in Berlin

Coletâneas
- 2005 - Best Of Corvus Corax

Vídeos
- 2003 - Gaudia Vite

### Schelmish
Álbuns
- 2009 - Die Hässlichen Kinder
- 2009 - Schelmish Live UK
- 2010 - Persona Non Grata

### Okusa
Álbuns
- 2006 - Delitex

### Ost+Front
Singles
Álbuns
- 2012 - Ave Maria
- 2014 - Olympia (álbum)
- 2016 - Ultra (álbum de Ost+Front)
- 2018 - Adrenalin
- 2020 - Dein Helfer in der Not

Ao vivo
- 2018 - Live in Moskau

EP's
- 2013 - Bitte schlag mich
- 2014 - Freundschaft

Singles
- 2011 - Fleisch
- 2014 - Liebeslied
- 2015 - Sternenkinder
- 2017 - Fiesta de Sexo
- 2017 - Arm und Reich
- 2018 - Adrenalin
- 2018 - Heavy Metal
- 2020 - Ikarus
- 2020 - Schau ins Land
- 2020 - In der Hölle erfroren